# Mr. Olympia

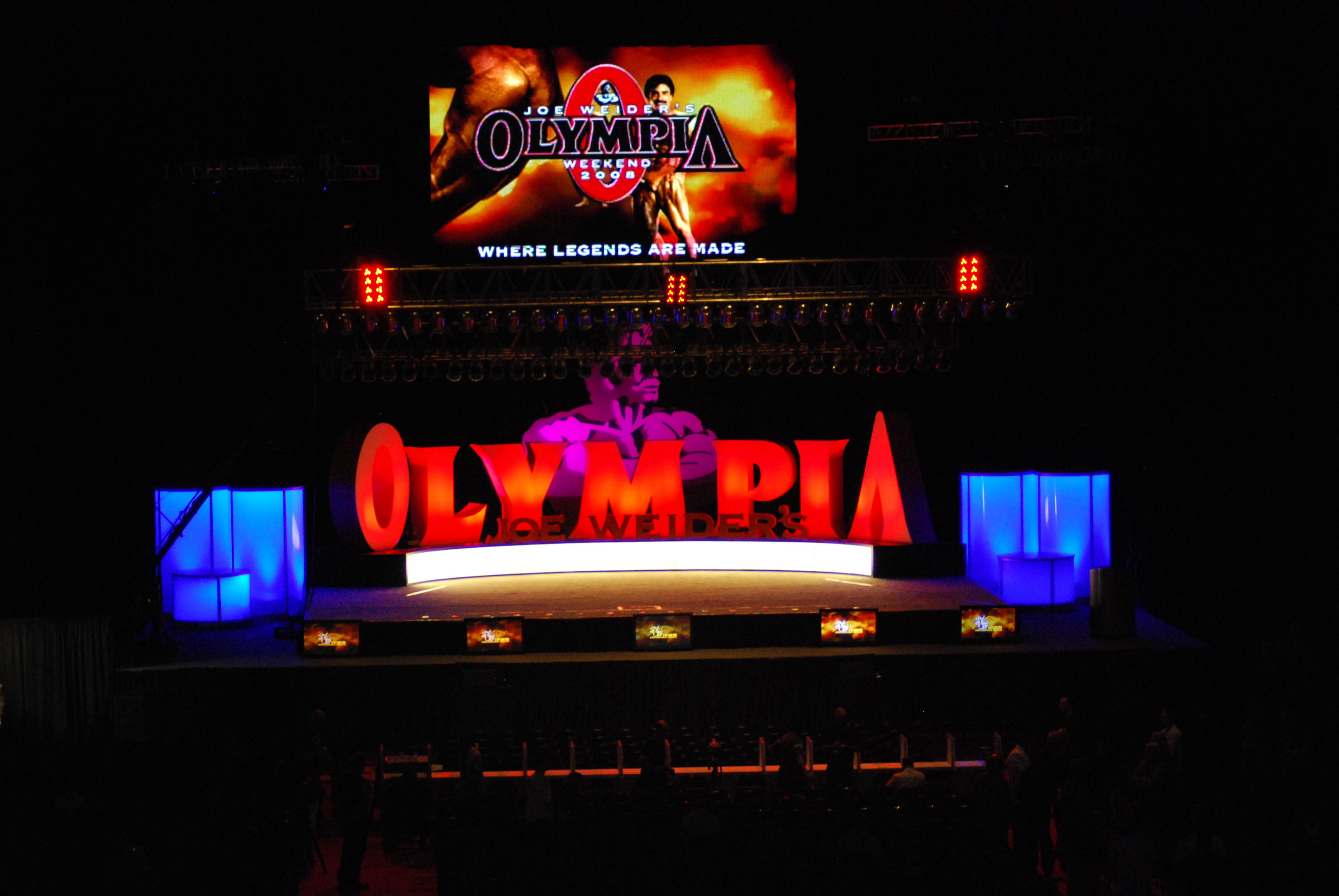
A Mr. Olympia színpada 2008-ban

A Mr. Olympia a testépítés legrangosabb versenye. A profi versenyek győztesei automatikusan kvalifikálnak erre a versenyre, a 2–5. helyezettek pedig pontokat szereznek, és a szezon végén a legtöbb pontot szerzett öt versenyző jut be a Mr. Olympiára. Így a világ legjobb testépítői indulnak ezen a versenyen. A rendezvényt Joe Weider alapította 1965-ben abból a célból, hogy versenyt szervezzen a Mr. Universe (az akkori legrangosabb verseny) győzteseinek számára. Női párja a Ms. Olympia.
Az első Mr. Olympiát Larry Scott nyerte meg, 1965-ben, a jelenlegi, Derek Lunsford. A két, legtöbb versenyt megnyert testépítő Lee Haney és Ronnie Coleman, nyolc-nyolc, egymást követő győzelemmel. A sportág legismertebb képviselője, Arnold Schwarzenegger „csupán” hét alkalommal nyerte meg a Mr. Olympia címet.
Az Acélizom (Pumping Iron) című 1977-es dokumentumfilm az 1975-ös Mr. Olympia eseményeit meséli el, mely során Arnold Schwarzenegger hatodik alkalommal állhatott a dobogó legfelső fokára. A filmben számos híres testépítő szerepel, például Arnold barátja és vetélytársa, Franco Columbu – kétszeres Mr. Olimpia – vagy Lou Ferrigno Mr. Olimpia 2. helyezett.

## Győztesek

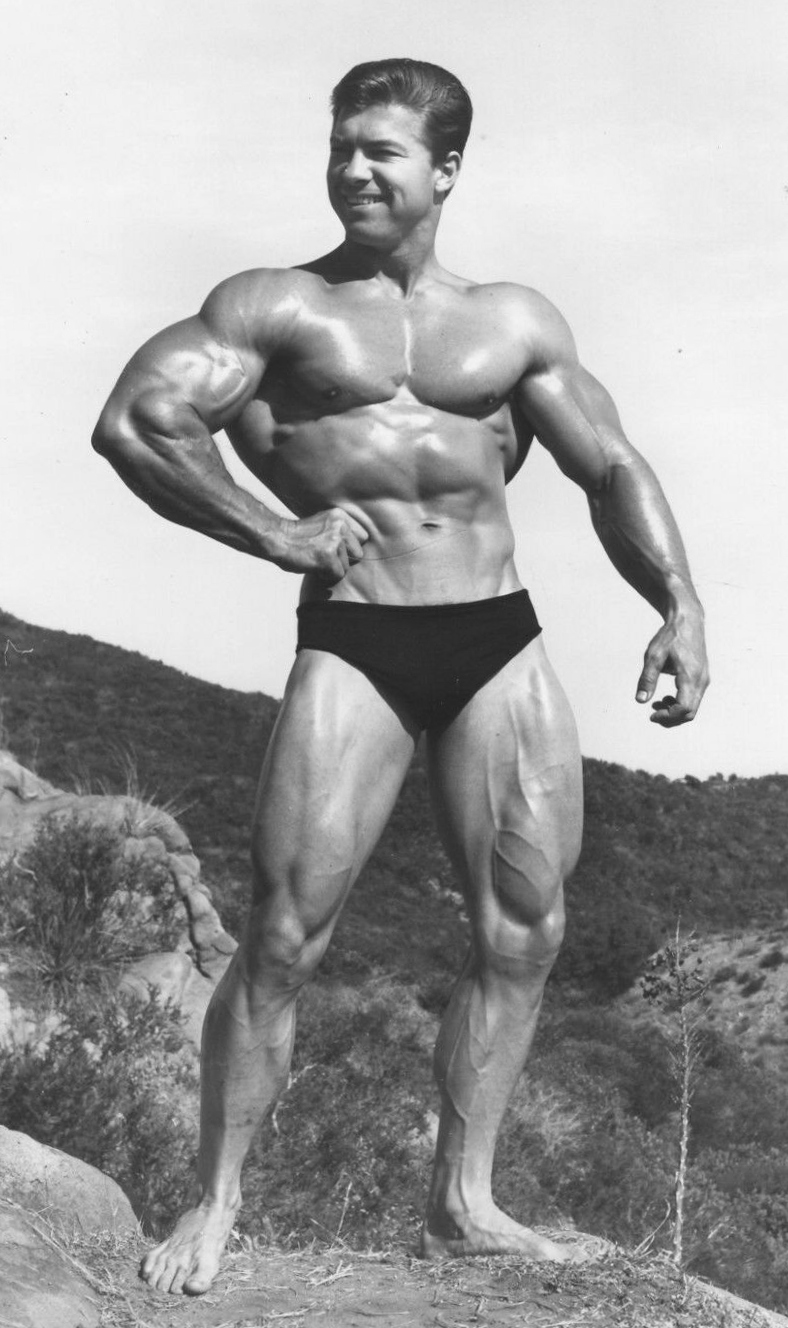
Larry Scott, az első Mr. Olimpia győztes

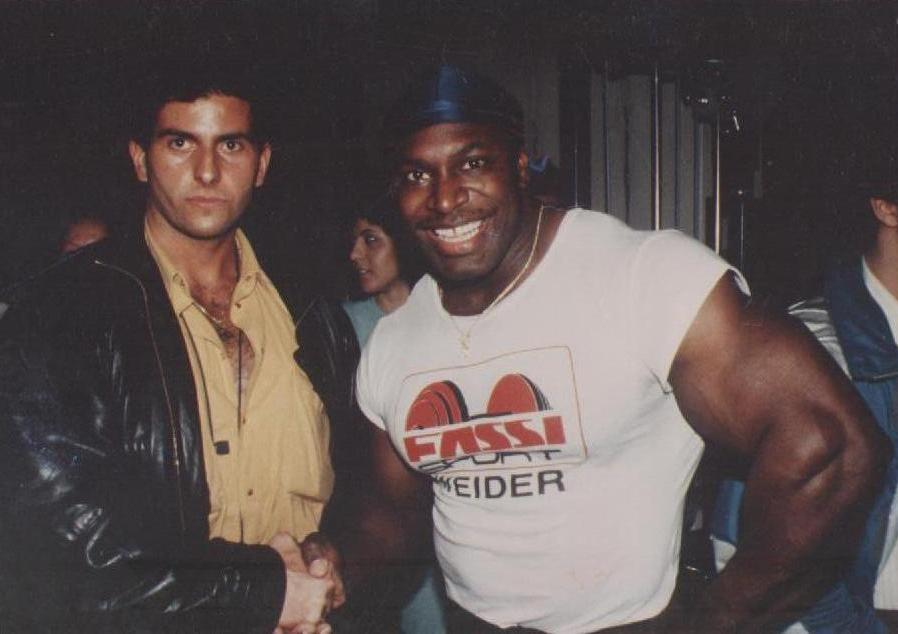
Lee Haney – nyolc, sorozatban aratott győzelmével az egyik csúcstartónak számít a Mr. Olympián

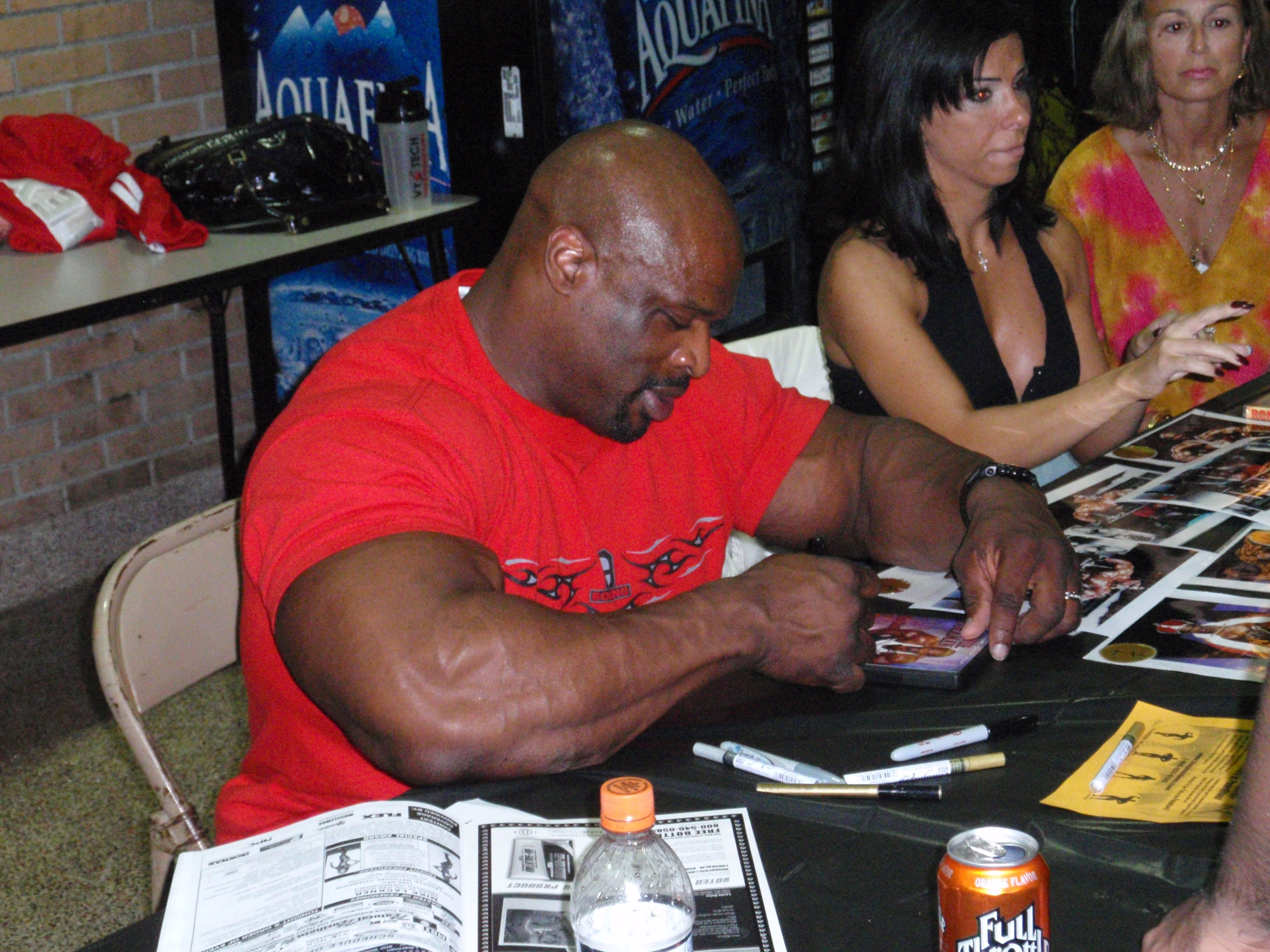
Ronnie Coleman – Lee Haneyvel holtversenyben – nyolc, sorozatban aratott győzelmével csúcstartónak számít a Mr. Olympián

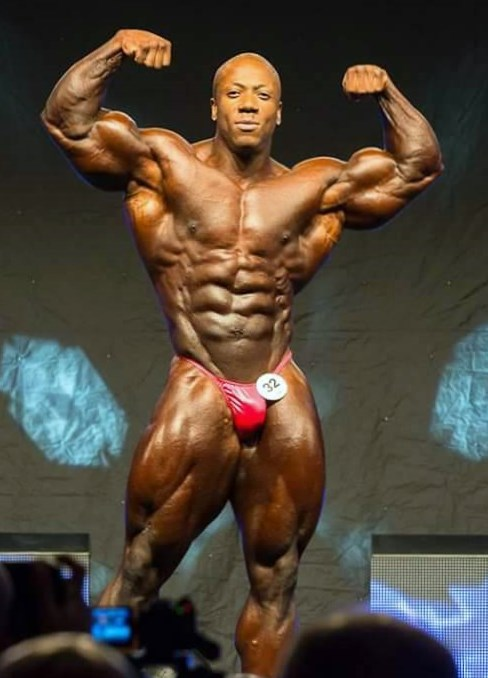
Shawn Rhoden, a 2018-as bajnok, 43 évesen és 5 hónaposan a legöregebb testépítő aki Mr. Olympiát nyert

| #   | Év   | Győztes               | Helyszín                                           |
| --- | ---- | --------------------- | -------------------------------------------------- |
| 1.  | 1965 | Larry Scott           | New York, Amerikai Egyesült Államok                |
| 2.  | 1966 | Larry Scott           | New York, Amerikai Egyesült Államok                |
| 3.  | 1967 | Sergio Oliva          | New York, Amerikai Egyesült Államok                |
| 4.  | 1968 | Sergio Oliva          | New York, Amerikai Egyesült Államok                |
| 5.  | 1969 | Sergio Oliva          | New York, Amerikai Egyesült Államok                |
| 6.  | 1970 | Arnold Schwarzenegger | New York, Amerikai Egyesült Államok                |
| 7.  | 1971 | Arnold Schwarzenegger | Párizs, Franciaország                              |
| 8.  | 1972 | Arnold Schwarzenegger | Essen, Észak-Rajna-Vesztfália, Németország         |
| 9.  | 1973 | Arnold Schwarzenegger | New York, Amerikai Egyesült Államok                |
| 10. | 1974 | Arnold Schwarzenegger | New York, Amerikai Egyesült Államok                |
| 11. | 1975 | Arnold Schwarzenegger | Pretoria, Gauteng, Dél-afrikai Köztársaság         |
| 12. | 1976 | Franco Columbu        | Columbus, Ohio, Amerikai Egyesült Államok          |
| 13. | 1977 | Frank Zane            | Columbus, Ohio, Amerikai Egyesült Államok          |
| 14. | 1978 | Frank Zane            | Columbus, Ohio, Amerikai Egyesült Államok          |
| 15. | 1979 | Frank Zane            | Columbus, Ohio, Amerikai Egyesült Államok          |
| 16. | 1980 | Arnold Schwarzenegger | Sydney, Új-Dél-Wales, Ausztrália                   |
| 17. | 1981 | Franco Columbu        | Columbus, Ohio, Amerikai Egyesült Államok          |
| 18. | 1982 | Chris Dickerson       | London, Anglia, Egyesült Királyság                 |
| 19. | 1983 | Samir Bannout         | München, Bajorország, Németország                  |
| 20. | 1984 | Lee Haney             | New York, Amerikai Egyesült Államok                |
| 21. | 1985 | Lee Haney             | Brüsszel, Belgium                                  |
| 22. | 1986 | Lee Haney             | Columbus, Ohio, Amerikai Egyesült Államok          |
| 23. | 1987 | Lee Haney             | Göteborg, Svédország                               |
| 24. | 1988 | Lee Haney             | Los Angeles, Kalifornia, Amerikai Egyesült Államok |
| 25. | 1989 | Lee Haney             | Rimini, Emilia-Romagna, Olaszország                |
| 26. | 1990 | Lee Haney             | Chicago, Illinois, Amerikai Egyesült Államok       |
| 27. | 1991 | Lee Haney             | Orlando, Florida, Amerikai Egyesült Államok        |
| 28. | 1992 | Dorian Yates          | Helsinki, Finnország                               |
| 29. | 1993 | Dorian Yates          | Atlanta, Georgia, Amerikai Egyesült Államok        |
| 30. | 1994 | Dorian Yates          | Atlanta, Georgia, Amerikai Egyesült Államok        |
| 31. | 1995 | Dorian Yates          | Atlanta, Georgia, Amerikai Egyesült Államok        |
| 32. | 1996 | Dorian Yates          | Chicago, Illinois, Amerikai Egyesült Államok       |
| 33. | 1997 | Dorian Yates          | Long Beach, Kalifornia, Amerikai Egyesült Államok  |
| 34. | 1998 | Ronnie Coleman        | New York, Amerikai Egyesült Államok                |
| 35. | 1999 | Ronnie Coleman        | Las Vegas (Nevada), Amerikai Egyesült Államok      |
| 36. | 2000 | Ronnie Coleman        | Las Vegas (Nevada), Amerikai Egyesült Államok      |
| 37. | 2001 | Ronnie Coleman        | Las Vegas (Nevada), Amerikai Egyesült Államok      |
| 38. | 2002 | Ronnie Coleman        | Las Vegas (Nevada), Amerikai Egyesült Államok      |
| 39. | 2003 | Ronnie Coleman        | Las Vegas (Nevada), Amerikai Egyesült Államok      |
| 40. | 2004 | Ronnie Coleman        | Las Vegas (Nevada), Amerikai Egyesült Államok      |
| 41. | 2005 | Ronnie Coleman        | Las Vegas (Nevada), Amerikai Egyesült Államok      |
| 42. | 2006 | Jay Cutler            | Las Vegas (Nevada), Amerikai Egyesült Államok      |
| 43. | 2007 | Jay Cutler            | Las Vegas (Nevada), Amerikai Egyesült Államok      |
| 44. | 2008 | Dexter Jackson        | Las Vegas (Nevada), Amerikai Egyesült Államok      |
| 45. | 2009 | Jay Cutler            | Las Vegas (Nevada), Amerikai Egyesült Államok      |
| 46. | 2010 | Jay Cutler            | Las Vegas (Nevada), Amerikai Egyesült Államok      |
| 47. | 2011 | Phil Heath            | Las Vegas (Nevada), Amerikai Egyesült Államok      |
| 48. | 2012 | Phil Heath            | Las Vegas (Nevada), Amerikai Egyesült Államok      |
| 49. | 2013 | Phil Heath            | Las Vegas (Nevada), Amerikai Egyesült Államok      |
| 50. | 2014 | Phil Heath            | Las Vegas (Nevada), Amerikai Egyesült Államok      |
| 51. | 2015 | Phil Heath            | Las Vegas (Nevada), Amerikai Egyesült Államok      |
| 52. | 2016 | Phil Heath            | Las Vegas (Nevada), Amerikai Egyesült Államok      |
| 53. | 2017 | Phil Heath            | Las Vegas (Nevada), Amerikai Egyesült Államok      |
| 54. | 2018 | Shawn Rhoden          | Las Vegas (Nevada), Amerikai Egyesült Államok      |
| 55. | 2019 | Brandon Curry         | Las Vegas (Nevada), Amerikai Egyesült Államok      |
| 56. | 2020 | Mamdouh Elssbiay      | Orlando (Florida), Amerikai Egyesült Államok       |
| 57. | 2021 | Mamdouh Elssbiay      | Orlando (Florida), Amerikai Egyesült Államok       |
| 58. | 2022 | Hadi Choopan          | Las Vegas (Nevada), Amerikai Egyesült Államok      |
| 59. | 2023 | Derek Lunsford        | Orlando (Florida), Amerikai Egyesült Államok       |

## Egyéni győzelmek száma
| #   | Győzelmek száma | Név                   | Évek                 |
| --- | --------------- | --------------------- | -------------------- |
| 1.  | 8               | Lee Haney             | 1984–1991            |
| 1.  | 8               | Ronnie Coleman        | 1998–2005            |
| 3.  | 7               | Arnold Schwarzenegger | 1970–1975, 1980      |
| 3.  | 7               | Phil Heath            | 2011-2017            |
| 5.  | 6               | Dorian Yates          | 1992–1997            |
| 6.  | 4               | Jay Cutler            | 2006–2007, 2009–2010 |
| 7.  | 3               | Sergio Oliva          | 1967–1969            |
| 7.  | 3               | Frank Zane            | 1977–1979            |
| 9.  | 2               | Larry Scott           | 1965–1966            |
| 9.  | 2               | Franco Columbu        | 1976, 1981           |
| 9.  | 2               | Mamdouh Elssbiay      | 2020−2021            |
| 12. | 1               | Chris Dickerson       | 1982                 |
| 12. | 1               | Samir Bannout         | 1983                 |
| 12. | 1               | Dexter Jackson        | 2008                 |
| 12. | 1               | Shawn Rhoden          | 2018                 |
| 12. | 1               | Brandon Curry         | 2019                 |
| 12. | 1               | Hadi Choopan          | 2022                 |